# 신보기
신보기는 공무원(군인 ·군무원 제외)으로서 직무에 정려(精勵)하여 공적이 뚜렷한 사람에게 수여하는 훈장인 근정훈장을 수여받았으며, 공직에서 물러난 후에는 공기업 및 재능교육 연수원 등에서 근무. 현재는 교육사업에 이바지 하고 있다.

## 경력
- 2009년 6월 ~ 현  재       재능셀프러닝 대표이사
- 2002년 11월 ~ 2009년 5월   재능교육연수원 부원장
- 2000년 7월 ~ 2002년 6월   도로교통관리공단 감사
- 2000년 6월                치안정감 명예퇴직
- 1999년 6월                인천경찰청장
- 1999년 1월                경찰청 경무국장
- 1998년                     경찰청 전산통신관리관
- 1995년   ~    1997년      대통령경호실 특별경호대장
- 1993년   ~    1994년      서울 서대문경찰서장
- 1979년                     제23회 행정고등고시 합격

## 상훈
- 1998년 홍조근정훈장